# The Snow White Murder Case
Pour plus de détails, voir Fiche technique et Distribution.
The Snow White Murder Case (白ゆき姫殺人事件, Shirayuki hime satsujin jiken) est un film japonais réalisé par Yoshihiro Nakamura, et sorti en 2014.

## Synopsis
Yuji Akahoshi reçoit un coup de fil d'une ancienne amie du lycée, Risako Kano. Elle lui dit que sa collègue, qui travaille dans une entreprise de cosmétique, a été poignardée à mort, puis brûlée. Yuji Akakoshi décide d'interviewer les employés de l'entreprise, ainsi que des connaissances de la victime, Noriko Miki, pour son émission télévisée.
Yuki Akakoshi découvre rapidement qu'une autre employée, Miki Shirono a disparu la nuit du meurtre. Elle a été vue pour la dernière fois courant vers la gare, peu après la mort de Noriko Miki. Yuji tente de percer le mystère de Miki Shirono.

## Fiche technique
- Titre : The Snow White Murder Case
- Titre original : 白ゆき姫殺人事件 (Shirayuki hime satsujin jiken?)
- Réalisation : Yoshihiro Nakamura
- Scénario : Tamio Hayashi (ja), d'après le roman homonyme de Kanae Minato
- Photographie : Gen Kobayashi (ja)
- Décors : Takashi Nishimura
- Montage : Isao Kawase (ja)
- Musique : Gorō Yasukawa
- Pays de production :  Japon
- Langue originale : japonais
- Format : couleur - 1,85:1
- Genre : thriller
- Durée : 126 minutes
- Date de sortie :
  - Japon : 29 mars 2014[1]

## Distribution
- Mao Inoue : Miki Shirono
- Gō Ayano : Yuji Akahoshi
- Nanao : Noriko Miki
- Nobuaki Kaneko : Satoshi Shinoyama
- Erena Ono : Eimi Mitsushima
- Mitsuki Tanimura : Minori Maetani
- Shihori Kanjiya : Yuko Tanimura
- Shunsuke Daitō : Shingo Eto
- Misako Renbutsu : Risako Kano
- Shōta Sometani : Hasegawa
- Dankan : Kozaburo Shirono, le père de Miki
- Yōko Akino : Atsuki Shirono, la mère de Miki

## Musique
- All Alone in the World par les Serizawa Brothers (Tsukemen)

## Distinctions
Sauf indication contraire, les informations mentionnées dans cette section peuvent être confirmées par la base de données cinématographiques IMDb,  présente dans la section « Liens externes ».

### Récompense
- 2015 : prix Kinema Junpō du meilleur acteur pour Gō Ayano[2]

### Nomination
- 2015 : prix de la meilleure actrice pour Mao Inoue aux Japan Academy Prize[3]